# Charlie Arnaiz
Carlos Arnaiz Esclapes més conegut com Charlie Arnaiz (Alacant, 1975) és productor executiu, guionista i director de documentals espanyol. En 2017 va fundar, al costat del seu soci Alberto Ortega, la productora audiovisual Dadá Films & Entertainment.

## Trajectòria
L'any 2001 obté la Llicenciatura en Filologia Hispànica a la Universitat d'Alacant. Durant els anys noranta forma trio acústic al costat dels músics Vicente Carrasco (guitarra) i David García (cors, guitarra i violí). Després de la desintegració d'aquest primer projecte musical, el 2000 torna amb una nova formació, Indras', composta per Charlie Arnaiz (veu), Vicente Carrasco (guitarra), Jaime Córdoba (teclat), Iván Mingot (baix) i Cuco Darbonnens (bateria). El 2002 es va establir amb el seu grup i hi van publicar els àlbums: Indras (2004, Zero Records), Lejos del altar (2007, Vale Music / Universal Music Spain) i Misión Amarte (2010, Paul Music). Entre alguns dels seus èxits va treure la cançó oficial del Campionat d'Europa de futbol 2008 Listos para ganar.
Durant l'any 2008 comença a treballar portant la producció i gestió de continguts del programa Sexto Nivel (La Sexta) conduït per la periodista Sara Carbonero. Allí coneix a Alberto Ortega, amb qui el 2014 crea la productora audiovisual Por amor al arte producciones S.L, amb la que el 2016 estrena Aunque tú no lo sepas. La poesía de Luis García Montero (Por amor al arte producciones S.L., RTVE, Canal Sur), opera prima estrenada al Festival de Màlaga amb la qual aconsegueixen cert reconeixement, guanyant diversos premis i assistint a diferents festivals i nombrosos actes en companyia del poeta granadí. En 2017 van dirigir el documental Ramoncín. Una vida en el filo (Warner Music Spain, Amazon Prime), i el 2017 funden Dadá Films & Entertainment.
El 2020 van dirigir Anatomía de un Dandy, un documental sobre Francisco Umbral nominat al Goya al millor documental als XXXV Premis Goya.

## Filmografia
- 'Aunque tú no lo sepas. La poesía de Luis García Montero (Por amor al arte producciones S.L., RTVE, Canal Sur)
- Ramoncín. Una vida en el filo (Warner Music Spain, Amazon Prime)
- 'Generación instantánea (Playz, RTVE. 2017)
- Poesía eres tú (Fundación Loewe. 2018)
- Niña Pastori. Realmente volando (Sony Music Spain, 2018)
- El punto frío (Playz, RTVE. 2018)
- Camilo Sinfónico (Sony Music Spain, RTVE. 2019)
- Salvemos nuestro Mediterráneo. Producción de postproducción. (Fox / National Geographic. 2019).
- Un país en Labordeta: (RTVE. 2019).
- Manuel Carrasco. Me dijeron de pequeño (2019, Universal Music Spain, Amazon Prime
- El mundo fuera (2020, Dadá F&E, Mow Management y GTS Entertainment)
- Anatomía de un Dandy (2020, Por amor al arte producciones S.L., Malvalanda, RTVE)
- Llámalo X: (Playz, RTVE)
- Ciencia de la vida: longevidad (Fox, National Geographic).